# 1717 w literaturze
Wydarzenia literackie w 1717 roku.

## nowe książki

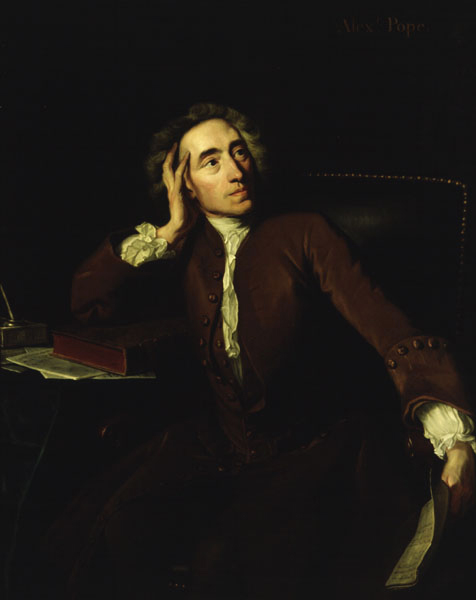
Alexander Pope

- Alexander Pope - The Rape of the Lock.